# Willi Huttig
Willi (Willie) Huttig (28. března 1909 – 27. prosince 2001) byl česko-německý fotograf a alpinista.

## Raný život
Willi (v anglických odkazech uváděn jako „Willie“) Huttig se narodil 28. března 1909 v Chodově v Čechách (dnes v České republice) do významné regionální fotografické rodiny. Jeho dědeček Wenzl Fritsch (1842–1916) založil v roce 1884 první fotografický ateliér v kraji a na počátku 20. století vlastnil a provozoval fotografické ateliéry kromě původních v Chodově také v Karlových Varech, Drahovicích, Staré Roli, Lokti a Jáchymově. Po smrti Wenzla Fritsche za 1. světové války se vedení firmy ujal jeho syn Willi Fritsch a udržoval si sídlo v Chodově, kde si postavil dům s ateliérem v dnešní Tyršově ulici.

## Profesionální fotograf
Po roce 1932 se vedení zavedené firmy ujal mladý Willi Huttig, který pracoval u svého dědečka a strýce. Stal se uznávaným portrétistou a také podnikal v oblasti pohlednic ve spolupráci s Richardem Wörschingem, který v roce 1932 získal zakázku na fotografování krajiny Starnbergu a prostředí pro reklamní účely a výhradní právo fotografovat a filmovat na jezerní promenádě a na oblíbeném městském koupališti ve Starnbergu.
V polovině 30. let zaměstnával Huttig kromě své manželky a asistentky Very (a později i syna Thomase) čtrnáct spolupracovníků, což mu poskytlo volno, aby se mohl věnovat své celoživotní vášni horolezce. Jeho snímky pořízené při horolezectví sbíraly ve 30. letech ocenění na více než dvaceti mezinárodních výstavách; mimo jiné v Budapešti, Barceloně, Amsterdamu, New Yorku a Chicagu.
Huttigovu úspěšnou kariéru přerušila druhá světová válka, které se účastnil jako fotograf na frontě. Po poválečném návratu do Chodova, který byl jako součást Sudet anektován nacistickým Německem a odkud byli všichni Němci vyháněni, mu byl obchod zabaven. Podařilo se mu zajistit práci s americkou vojenskou posádkou a koncem roku 1945 s ní odjel do Německa S sebou si vzal jen dva fotoaparáty a pár svých předválečných snímků a negativů, vše ostatní nechal ve svém domě v Tyršově ulici. V Německu pracoval jako fotograf pro americký armádní časopis Stars and Stripes. V roce 1947 se usadil na adrese Hauptstraße 25, Starnberg u Starnberského jezera v Horním Bavorsku 25 km od Mnichova, na úpatí Alp, kde otevřel fotografický ateliér.

## Uznání
V roce 1955 byla Huttigova fotografie kněze konajícího pohřeb ve sněhu obklopeného truchlícími pod deštníky uvedena na světové putovní výstavě Lidská rodina, kterou připravil Edward Steichen a kterou vidělo devět milionů návštěvníků.
V roce 1959 vyfotografoval zpěváka Elvise Presleyho během svého působení u obrněné divize americké armády v Německu. Elvis využil třídenní propustku na návštěvu Mnichova a Huttig byl najat, aby o něm udělal propagační záběry s 18letou německou herečkou Verou Tschechowou, které byly důležité pro udržení Elvisovy reputace u jeho fanoušků během jeho vojenské služby.
Za svůj život získal Huttig ocenění na čtyřiceti osmi mezinárodních výstavách po celém světě. Jeho dílo se nachází ve sbírce Museum Folkwang, na Museumsplatz v Essenu.

## Vybrané výstavy
- Willi Huttig: Turistický fotograf 12. 8. – 25. 9. 2017, Galerie U Vavřince, Staroměstská 39, Chodov.[11]
- Willi Huttig - Fotografie 13. srpna 2018 ve Stadtbibliothek in der Roten Schule v Oelsnitz/E.

## Horolezec
Willi Huttig byl horlivý horolezec. Pro úsek alpské stezky Starnberg v roce 1968 jako její první předseda získal vysokohorskou chatu Hohenzollernhaus ve výšce 2123 m.  Po jednání s hlavním výborem Deutsche Alpenverein (DAV) a jeho berlínskou sekcí mohla sekce Starnberg v roce 1978 zakoupit Hohenzollernhaus a po renovaci z něj udělala první chatu DAV a životně důležitou výhodu v horských záchranářů.